# André Brie
André Brie (ur. 13 marca 1950 w Schwerin) – niemiecki politolog, specjalista od spraw zbrojeń, w latach 1999–2009 deputowany do Parlamentu Europejskiego.

## Życiorys
Urodził się w rodzinie wschodnioniemieckiego dyplomaty Horsta Brie. Dzieciństwo i młodość spędził m.in. w Chinach i KRLD. W młodości pracował jako robotnik. W 1976 uzyskał dyplom politologa w Instytucie Stosunków Międzynarodowych Akademii Nauk Społecznych i Prawnych NRD w Poczdamie-Babelbergu. Trzy lata później obronił doktorat z tej samej dziedziny, a w 1985 uzyskał stopień doktora habilitowanego. Po ukończeniu studiów pracował jako asystent w macierzystym Instytucie (do 1986) oraz kierował jedną z katedr (1986–1989). Od 1990 wykładał na Uniwersytecie Humboldta w Berlinie.
W latach 1985–1986 pełnił obowiązki doradcy rządu NRD na Genewskiej Konferencji Rozbrojeniowej. Od 1986 do 1991 pozostawał członkiem grupy roboczej Pugwash ds. broni jądrowej i konwencjonalnej w Europie.
Od 1969 aktywny w SED, w 1990 wstąpił do PDS, będąc współpracownikiem jej najwyższych władz. Odpowiadał m.in. za kampanie wyborcze jako szef Głównego Biura Wyborczego PDS (1990–1999). Od 1990 do 1992 pełnił obowiązki wiceprzewodniczącego partii. W 2003 został członkiem zarządu krajowego PDS w Meklemburgii-Pomorzu Przednim (do 2005).
W 1999 został wybrany do Parlamentu Europejskiego. Pięć lat później uzyskał reelekcję. W 2006 wraz z Gabi Zimmer i Helmuthem Markovem głosował za rezolucją PE potępiającą brak przestrzegania podstawowych praw człowieka na Kubie, za co spotkała go ostra krytyka w łonie partii. Jako członek Die Linke opowiadał się za kursem centrolewicowym otwartym na SPD i Zielonych, co prowadziło do konfliktu z prezesem partii Oskarem Lafontaine. Zadeklarował się jako zwolennik ratyfikacji Traktatu Lizbońskiego. W 2009 zrezygnował z kandydowania w wyborach ze względu na zaproponowaną niską pozycję na liście.

## Życie prywatne
Jest żonaty z Ingrid Mattern, deputowaną Die Linke do landtagu w Saksonii, z którą ma córkę. Jego brat, Michael Brie, jest również członkiem i ideologiem Die Linke. Oprócz prac naukowych publikuje teksty kabaretowe, utwory dla dzieci i aforyzmy.

## Wybrane publikacje
- Nato, Brüssel und Raketen (1980)
- Militärisches Gleichgewicht, Entspannung, Abrüstung (1986)
- Friedenspolitik im nuklear-kosmischen Zeitalter (współautor, 1986)
- Wann soll man Bäume pflanzen? Wege zur Abrüstung (książka dla najmłodszych, 1984)
- Intelligente Waffen oder intelligente Politik? Abrüstung – die Chance der Vernunft (1988)
- Conventional Disarmament in Europe (1989)
- Befreiung der Visionen. Für eine sozialistische Erneuerung (1992)
- Ich tauche nicht ab. Selbstzeugnisse und Reflexionen (1996)
- Zur Programmatik der Partei des Demokratischen Sozialismus (współautor, 1997)